# Hold On (Jamie Walters)
Hold On is een nummer van de Amerikaanse acteur en zanger Jamie Walters uit 1996. Het is de eerste single van zijn titelloze debuutalbum.
Het nummer werd vooral een hit in Noord-Amerika, Nieuw-Zeeland en Scandinavië. In de Amerikaanse Billboard Hot 100 haalde het de 16e positie. In Nederland moest het nummer het met de 6e positie in de Tipparade doen.